# Russel Lemmons
Russel William Lemmons (* 21. Juli 1962 in Camp Lejeune) ist ein US-amerikanischer Historiker.

## Leben
Er absolvierte das Franklin College (B.A., cum Laude, 1984) an der Miami University (M.A., 1986); (PhD, 1991). Er studierte ein Jahr (1988–1989) an der FU Berlin, wo er Fulbright-Fellow war. Er lehrt seit 2002 als Professor für Geschichte an der Jacksonville State University.

## Schriften (Auswahl)
- Goebbels and Der Angriff. University Press of Kentucky, Lexington 1994, ISBN 0-8131-1848-4.
- Hitler’s rival. Ernst Thälmann in myth and memory. University Press of Kentucky, Lexington 2013, ISBN 978-0-8131-4090-2.